# Bryan Hughes
Bryan Hughes (født 19. juni 1976 i Liverpool, England) er en engelsk tidligere fodboldspiller, der spillede som midtbanespiller. Han spillede gennem karrieren for blandt andet Wrexham A.F.C., Charlton, Derby og Birmingham City.